# 富尔维奥·科洛瓦蒂
富尔维奥·科洛瓦蒂（義大利語：Fulvio Collovati，1957年5月9日—），意大利男子足球运动员，场上位置是后卫。他曾代表意大利参加1982年和1986年国际足联世界杯，及1980年欧洲足球锦标赛。